# Dysdera ratonensis
Dysdera ratonensis es una especie de arañas araneomorfas de la familia Dysderidae.

## Distribución geográfica
Es endémica de La Palma (España).